# Conflit entre l'État islamique et les talibans
Conflit afghan
Batailles
- Révolution de Saur (1978)
- Insurrection d'Hérat (1979)
- Insurrection de Chindawol (1979)
- Insurrection de Bala Hissar (1979)
- Guerre d'Afghanistan (1979-1989)
- Guerre d'Afghanistan (1989-1992)
- Guerre d'Afghanistan (1992-1996)
- Guerre d'Afghanistan (1996-2001)
- Guerre d'Afghanistan (2001-2021)
- Conflit entre l'État islamique et les talibans (depuis 2015)
- Conflit du Panchir (depuis 2021)

Le conflit entre l'État islamique et les talibans est un conflit armé en cours entre l'État islamique et les talibans en Afghanistan. Le conflit s'intensifie lorsque des militants affiliés à l'État islamique de la province de Khorasan tuent Abdul Ghani, un haut commandant taliban de la province de Logar, le 2 février 2015. Depuis lors, les talibans et l'ISKP se livrent à des affrontements pour le contrôle du territoire, principalement dans l'est de l'Afghanistan, mais des affrontements ont également lieu entre les talibans et les cellules de l'ISKP situées dans le nord-ouest et le sud-ouest.
Le réseau Haqqani, Al-Qaïda et d'autres soutiennent les talibans, tandis que l'EI est soutenu par le Front du mollah Dadullah et la faction pro-EI du mouvement islamique d'Ouzbékistan. Après la prise de Kaboul par les talibans en 2021, plusieurs membres de l'agence de renseignement afghane et de l'armée nationale afghane ont également rejoint l'ISKP. En février 2022, des responsables pakistanais reconnaissent que la violence de ces derniers déstabilise la région. Le Haut Conseil de l'émirat islamique d'Afghanistan, anciennement une faction dissidente des talibans, annonce après la chute de Kaboul en 2021 avoir prêté allégeance aux talibans avant sa dissolution,.

## Contexte
Au cours de leur premier mandat au pouvoir de l'émirat islamique d'Afghanistan à la fin des années 1990, les talibans au pouvoir poursuivent une politique de répression du salafisme ; motivés par des principes deobandi stricts. Pendant cette période, le principal problème des érudits salafistes s'avère être que les talibans sont dirigés par des soufis maturidi. À la suite des interdictions non officielles des talibans sur Ahl-i Hadith (en) pendant la période 1996-2001, plusieurs salafistes se déplacent vers Peshawar. Cependant, après l'invasion de l'Afghanistan menée par les États-Unis en 2001, les talibans et Ahl-i Hadith s'allient pour mener un djihad commun afin de résister à l'invasion. Les salafistes afghans décident de mettre de côté leurs différends avec les talibans pour les rejoindre dans le « grand jihad » contre les États-Unis. Plusieurs salafistes arabes de la base d'Al-Qaïda serviront de médiateurs dans les différends entre les salafistes afghans et les talibans ; leur permettant de s'unir pour le devoir religieux le plus important de lutter contre les États-Unis et leurs alliés en Afghanistan. De nombreux commandants salafistes et organisations Ahl-i Hadith participent à l'insurrection talibane sous le commandement des talibans afghans,.
Lors de l'insurrection talibane, en janvier 2015, l'EI s'implante au Khorasan et forme l'ISK. L'objectif principal d'ISK est d'occuper la terre de Khorasan, qui inclut le pays de l'Afghanistan. Même si l'ISK initial est formé par des talibans ainsi que des transfuges du Tehrik-i-Taliban Pakistan (TTP) et donc idéologiquement similaire, il devint dominé par les salafistes. Les membres mécontents du TTP établiront l'ISKP et se déplaceront vers la province de Nangarhar. Les fondateurs du TTP, des dirigeants pakistanais ayant ensuite fait défection, sont tués dans des frappes de drones américains. Les salafistes afghans reprennent alors le pouvoir du TTP.
L'émergence de l'ISK fournit aux militants salafistes afghans l'occasion de créer une force rivale, bien que le soutien salafiste au groupe diminua car il s’avéra idéologiquement « trop extrême et brutal » pour la plupart des salafistes afghans. En conséquence, la majorité des salafistes afghans restèrent favorables aux talibans. En mars 2020, les principaux oulémas pachtounes Ahl-i Hadith se réunissent à Peshawar sous la direction de Shaikh Abdul Aziz Nooristani et Haji Hayatullah pour prêter Bay'ah (serment de loyauté) aux talibans et condamner publiquement l'ISK. Les érudits demandent également la protection des talibans afghans pour la communauté Ahl-i Hadith.
Après la victoire des talibans dans la guerre en Afghanistan et la restauration de l'émirat islamique, des centaines d'ulémas Ahl-i Hadith se rassemblent pour annoncer leur Bay'ah (serment d'allégeance) à l'émirat islamique d'Afghanistan. De nombreux religieux Ahl-i Hadith et leurs représentants organisent des rassemblements dans diverses provinces d'Afghanistan pour réaffirmer leur soutien aux talibans et déclarer officiellement leur soutien à la répression des talibans contre l'ISK.

### Forces opposées
En 2016, l'ISK est principalement composé d'Afghans de l'Est, de Pakistanais et de combattants étrangers d'Asie centrale. Ces derniers sont principalement d'anciens membres de l'Union du Jihad islamique (en), du Parti islamique du Turkestan, ainsi qu'un petit nombre d'Arabes. Tout au long de son existence, ISK opère dans une région très limitée, principalement concentrée dans les provinces choisies dans l'Afghanistan de l'est, surtout Nangarhar et Kounar. En 2016, le groupe nomme également des gouverneurs fantômes dans d'autres régions, mais n'exerce pas beaucoup d'influence en dehors de ses bases traditionnelles. Le groupe reçut le soutien du commandement central de l'État islamique sous forme d'argent et des volontaires d'Irak et de Syrie. La force de combat de l'ISK fluctua beaucoup au fil des ans, mais compta la plupart du temps des milliers de combattants.

## Pendant l'insurrection talibane

### 2015
Le 2 février, des militants affiliés à l'ISK tuent Abdul Ghani, un commandant taliban, dans la province de Logar.
Le 26 mai, Asif Nang, gouverneur de la province de Farah, déclare que les talibans se battent contre les militants de l'EI depuis trois jours dans la province de Farah. L'affrontement fait dix morts parmi les talibans et 15 militants de l'EI.
En mai, des militants de l'ISK capturent Maulvi Abbas, un commandant taliban dirigeant une petite escouade de combattants insurgés dans la province de Nangarhar.
En juin, des militants de l'ISK décapitent 10 combattants talibans fuyant une offensive militaire afghane selon un porte-parole du corps d'armée afghan responsable de la région.
Le 9 novembre, des combats éclatent entre différentes factions talibanes dans la province afghane de Zabol. Des combattants fidèles au nouveau chef taliban Akhtar Mansour commencent à combattre une faction pro-EI, dirigée par le mollah Dadullah. Selon la sécurité afghane et des responsables locaux, Akhtar Mansour déploie jusqu'à 450 combattants talibans pour écraser le mollah Mansoor et les éléments de l'État islamique à Zaboul. La faction de Dadullah reçoit le soutien de l'EI pendant les affrontements, et des combattants de l'EI se joignent également aux combats aux côtés de Dadullah, y compris des combattants étrangers de Tchétchénie et d'Ouzbékistan. Dadullah et l'El sont finalement vaincus par les forces de Mansour. Hajji Momand Nasratyar, le gouverneur du district d'Arghandab, déclare que les combats ont eu lieu dans trois districts de la province de Zabol et que 86 militants de l'EI et 26 combattants talibans ont été tués dans l'affrontement. Les talibans rapportent également avoir tué plusieurs militants de l'EI responsables de la décapitation de sept civils Hazaras il y a quelques jours.
Hajji Atta Jan, le chef du conseil provincial de Zaboul, déclare que l'offensive des combattants du mollah Mansour sont si intense qu'au moins trois commandants de l'État islamique, tous d'origine ouzbèke, se sont rendus. Ils demandent également aux autres militants de l'EI de faire de même. Radio Free Europe/Radio Liberty, tout en citant des sources du sud de l'Afghanistan, rapporte que quelque 70 militants de l'EI ont également été capturés lors de l'affrontement par les talibans.
Le 13 novembre, Ghulam Jelani Farahi, un chef de la police afghane, déclare que le mollah Dadullah a été tué lors d'un affrontement avec les talibans.

### 2016
En janvier, des centaines de combattants talibans lancent un assaut contre des bases de l'EI dans l'est de l'Afghanistan. Les combattants talibans réussissent à capturer deux districts de l'EI dans l'est de l'Afghanistan, mais n'ont pas réussi à chasser le groupe de leur fief dans le district de Nazyan, dans la province de Nangarhar. Selon Ataullah Khogyani, porte-parole du gouverneur de la province, 26 militants de l'EI et 5 combattants talibans ont été tués dans les affrontements à Nangarhar.
Le 2 février, les États-Unis mènent des frappes aériennes contre une station de radio de l'EI dans l'est de l'Afghanistan. La frappe détruit la station de radio et tue 29 militants de l'EI.
En mars, des factions talibanes dirigées par Muhammad Rasul (en) et opposées à Mansoor, commencent à se battre contre ses fidèles au sein du groupe. Au cours des combats, des dizaines de personnes auraient été tuées.
Le 26 avril, Hazrat Hussain Mashriqwal, un porte-parole de la police provinciale, déclare que 10 militants de l'EI, dont un commandant de l'EI, et 6 combattants talibans ont été tués lors d'un affrontement à Nangarhar. 15 militants de l'EI et 4 combattants talibans ont également été blessés lors du même affrontement selon le porte-parole.
Le 19 mai, des responsables du gouvernement local signalent qu'un affrontement a eu lieu entre l'EI et les talibans dans les districts d'Achin et de Khogyani de la province de Nangarhar. 15 militants de l'EI et 3 combattants talibans ont été tués dans le district d'Achin, et les autres tués à Khogyani. 4 commandants talibans figurent également parmi les victimes.
Le 13 août, des responsables américains de la défense déclarent que le chef suprême de l'EIIL, Hafiz Saeed Khan (en), a été tué lors d'une frappe de drone le 26 juillet dans la province de Nangarhar.
Le 30 octobre, Ajmal Zahid, gouverneur du district de Golestan, déclare que le commandant de l'EIIL, Abdul Razaq Mehdi, a été tué par des combattants talibans dans la province de Farah.

### 2017
Le 13 avril 2017, les États-Unis larguent la plus grosse bombe non nucléaire, connue sous le nom de GBU-43/B Massive Ordnance Air Blast (MOAB) près du village de Momand, dans l'est de l'Afghanistan, pour détruire des complexes de tunnels utilisés par l'État islamique d'Irak et du Levant (ISIL-KP ou ISIS-K),,. Le Guardian rapporte qu'à la suite de la frappe, les forces américaines et afghanes ont mené des opérations de nettoyage et des frappes aériennes dans la région et évalué les dégâts.
Le 26 avril, une bagarre a lieu après la capture par l'EI de 3 trafiquants de drogue impliqués dans la vente d'opium pour les talibans dans la province de Jowzjan. Selon un porte-parole de la police nationale afghane, les talibans ont attaqué l'EI en réponse, déclarant « les affrontements ont éclaté lorsqu'un groupe de talibans armés a attaqué des militants de Daech [pour obtenir] la libération de 3 trafiquants de drogue venus pour payer 10 millions d'afghanis [14 780 dollars] aux talibans à la suite d'un accord ». Le porte-parole des talibans, Zabihullah Mujahid, confirme également que des affrontements se poursuivent avec l'EI à l'époque, sans fournir de détails sur la nature ou les raisons du combat. Mohammad Reza Ghafori, porte-parole du gouverneur de la province, déclare que les affrontements entre les talibans et l'IS-K ont fait 76 morts parmi les talibans et 15 militants de l'EI. Les militants de l'EI ont également saisi 2 districts aux talibans, selon le porte-parole.
Le 24 mai, un affrontement entre les talibans et l'EI aurait été le plus important entre les deux protagonistes avec 22 victimes, dont 13 combattants de l'EI et 9 combattants talibans, selon un responsable taliban. Les affrontements se sont produits près de la frontière entre l'Iran et l'Afghanistan. Les talibans ont attaqué un camp de l'EI dans la région, un commandant de l'EI, ancien membre taliban, déclare qu'un accord de non-affrontement a lieu entre les talibans et l'EI jusqu'à l'ouverture d'un dialogue. Le commandant affirme que les talibans ont violé l'accord et attaqué le camp adverse. Cette information est confirmée par le commandant de l'EI, qui affirme que l'attaque a été coordonnée avec l'armée iranienne, des Iraniens filmant des combattants de l'EI décédés. La faction dissidente des talibans Fidai Mahaz critique également les talibans pour leurs relations avec l'Iran. Quelques jours avant la bataille, les talibans auraient rencontré des responsables iraniens pour discuter de questions régionales. Selon un porte-parole de Fidai Mahaz, la réunion a été organisée à la demande des talibans, car étant las de l'expansion de l'EI dans le pays, qui concerne également le gouvernement iranien. Il indique que les talibans ont reçu 3 millions de dollars en espèces, 3 000 armes, 40 camions et les munitions des services de renseignement iraniens, afin de combattre l'EI près de la frontière iranienne, bien qu'un porte-parole taliban nia ces allégations,.
Le 27 novembre, les talibans exécutent l'un de leurs hauts commandants pour collusion avec l'EI. Une semaine auparavant, des combattants de l'EI ont été exécutés en masse par leurs camarades militants dans le district d'Achin, selon un porte-parole du gouvernement provincial. Cependant, le porte-parole n'a fourni aucun détail supplémentaire, et l'EI n'a pas non plus publié de déclaration officielle sur le meurtre de ses propres membres.

### 2018

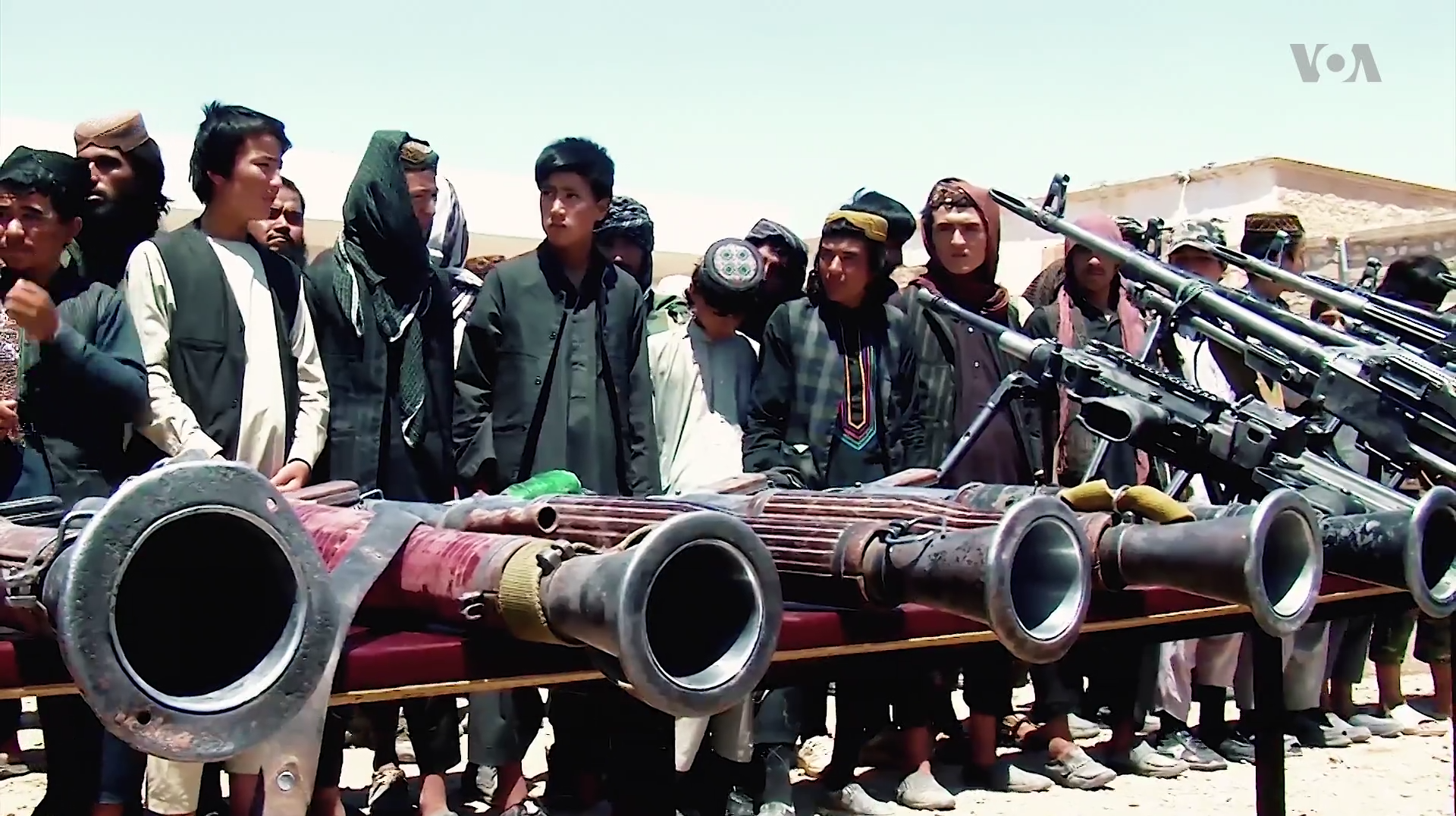
Combattants de l'État islamique s'étant rendus après la bataille de Darzab.

Le 20 juin, après les pourparlers entre le gouvernement russe et les talibans, la sous-secrétaire d'État américaine Alice Wells condamne la position du gouvernement russe sur les talibans, qui inclut le soutien au groupe contre l'EI, déclarant que cette position donnera une légitimité aux talibans et défiera le gouvernement afghan reconnu.
En juillet, les talibans lancent une offensive contre l'EI dans la province de Jowzjan. Selon un commandant de l'EI s'étant rendu, les talibans ont rassemblé 2 000 combattants pour l'offensive contre l'EI. Les combattants du mouvement islamique d'Ouzbékistan, ayant prêté allégeance à l'EI, sont également présents pour combattre contre les talibans. Pendant les combats, 3 500 à 7 000 civils sont déplacés. Fin juillet, l'emprise de l'EI dans la région est réduite à 2 villages grâce à la campagne des talibans. En réponse, ils demandent le soutien du gouvernement afghan et acceptent également de déposer les armes en échange d'une protection contre les talibans. L'armée de l'air afghane mène ensuite des frappes aériennes contre les talibans en échange de la reddition de l'EI dans la région. L'accord entre le gouvernement afghan et l'EI créa par la suite la polémique,. Le 17 juillet, des militants de l'EI tuent 15 militants talibans et en blessent 5 autres lors d'un raid contre une maison appartenant à un commandant taliban à Sar-e Pol. Abdul Qayuom Baqizoi, le chef de la police de Sar-e Pol, déclare à l'Associated Press que les talibans et les combattants de l'EI se combattent à Jowzjan et Sar-e Pol depuis plus de deux mois, tuant des centaines de personnes des deux côtés.
En août, lors des négociations entre le gouvernement américain et les talibans à Doha, les talibans demandent aux Américains de mettre fin aux frappes aériennes sur les talibans, ainsi que de fournir un soutien au groupe afin de combattre l'EI.

### 2019
Le 22 juin, des affrontements sont signalés à Kounar entre les talibans et l'EI, selon un responsable du gouvernement afghan. L'armée afghane a tué des combattants de l'EI dans la région, les talibans étant également actifs dans la région.
Le 29 juin, l'EI publie des photos d'armes capturées aux talibans. Le même jour, ses hommes publient une vidéo de ses combattants renouvelant leur Bay'a à Abou Bakr al-Baghdadi. Dans la vidéo, les combattants critiquent les talibans pour s'être engagés dans des pourparlers de paix et appellent les combattants talibans à rejoindre l'EI.
Le 1er août, l'agence de presse Amaq affirme que l'EI a tué 5 membres talibans lors d'affrontements à Kunar.
Le 1er octobre, l'EI affirme avoir tué et blessé 20 combattants talibans à Tora Bora.

### 2020
En mars 2020, le Conseil salafiste afghan sous la direction de son émir, Shaikh Abdul Aziz Nooristani, rencontre des dirigeants talibans et promet fidélité à leur mouvement. Les salafistes ont auparavant fourni un soutien crucial à l'ISK, mais ont reconnu que la position de ce dernier avait considérablement diminué après ses défaites à Nangarhar et Kounar. Le Conseil salafiste, représenté par 32 universitaires et chefs militaires, déclare qu'il n'est en aucun cas fidèle à l'ISK, désirant une exclusion du conflit entre l'État islamique et les talibans. La direction talibane accepte le gage de loyauté, l'exploitant dans sa propagande.
En octobre 2020, l'ancien journaliste de Politico Wesley Morgan révèle que les forces d'opérations spéciales américaines, ennemis de longue date des talibans, ont mené des frappes de drones contre l'ISK pour donner aux talibans un avantage sur le terrain. Selon Morgan, les opérateurs étaient appelés en plaisantant « l'armée de l'air talibane » et au lieu de communiquer directement avec les commandants talibans, surveillaient les communications talibanes et décidaient du meilleur moment pour frapper. Le 10 décembre 2020, le général Kenneth F. McKenzie Jr., chef du Commandement central américain, confirme que les États-Unis ont aidé les talibans via des frappes de drones opportunistes, affirmant qu'ils ne coordonnaient pas les opérations avec les talibans, mais en profitaient pour combattre un « ennemi commun » pour mener leurs propres opérations. McKenzie déclare que les frappes ont eu lieu plusieurs mois auparavant alors que l'ISK tenait bon dans la province de Nangarhar et ailleurs dans l'est de l'Afghanistan.

## Après la prise de contrôle de l'Afghanistan par les talibans

### Nouvelles attaques de l'État islamique et purge anti-salafiste
Les talibans réussissent finalement à reprendre l'Afghanistan à la république islamique lors d'une offensive de grande envergure à l'été 2021. Kaboul tombe le 15 août 2021, poussant les dirigeants de l'ISK à dénoncer la prise de pouvoir des talibans en Afghanistan. Les talibans prennent immédiatement des mesures pour contenir ou purger les opposants potentiels, y compris les partisans de l'État islamique et les salafistes. Dans tout le pays, les talibans ordonnent la fermeture des séminaires des mosquées salafistes et tentent d'arrêter d'éminents universitaires salafistes, incitant beaucoup d'entre eux à se cacher. Parmi les personnes ciblées par les nouvelles autorités talibanes figurent des religieux salafistes qui s'étaient publiquement opposés à l'ISK. Le chercheur Abdul Sayed fait valoir que la purge est probablement organisée par des éléments anti-salafistes extrémistes au sein des talibans et plus motivée par un ressentiment de longue date que par des craintes concernant le soutien salafiste à une future insurrection de l'ISK. Le 16 août, les talibans affirment avoir tué environ 150 combattants de l'ISK, dont son ancien chef Abu Umar Khurasani, alors que des prisonniers sont libérés d'une prison à Kaboul. Cependant, de nombreux militants de l'ISK parviennent rejoindre leurs rangs en raison de la vague d'évasions de prison à travers le pays organisées par les talibans.
Le 26 août, un attentat-suicide et une fusillade de masse se produisent près de Abbey Gate à l'aéroport international Hamid Karzai de Kaboul, en Afghanistan,,,,. L'attaque commence quelques heures après l'avertissement du département d'État américain prévenant les Américains présents à l'extérieur de l'aéroport de partir en raison d'une menace terroriste. Au moins 185 personnes sont tuées dans les attaques, dont 13 militaires américains. Les talibans condamnent l'attaque, affirmant que « les cercles pervers seront strictement arrêtés ». Les talibans annoncent ensuite prendre toutes les mesures possibles pour capturer le chef de l'ISKP, Shahab al-Muhajir. Le même jour, Saifullah Mohammed, le chef du CID des talibans, déclare au Times la capture de 6 militants appartenant à l'ISK à la suite d'une fusillade dans l'ouest de Kaboul.
Des militants talibans enlèvent le 28 août l'influent religieux salafiste, le mollah Abu Obaidullah Mutawakil ; il sera « brutalement » assassiné une semaine plus tard. Le porte-parole taliban Zabiullah Mujahid nie le rôle des talibans dans le meurtre de Mutawakil, mais ne le condamne pas non plus. Même si Mutawakil était décrit comme un sympathisant de l'ISK et qu'un grand nombre de ses étudiants faisaient partie de cette organisation, il n'avait pas officiellement soutenu l'État islamique. L'ISK ne lui rendra pas hommage, estimant qu'il n'a pas été fidèle au califat de l'État islamique. Le 9 novembre 2021, le journaliste de Reuters James MacKenzie déclare que « les atrocités fréquentes et mineures » dans le conflit sont « moins fréquemment signalées ». Outre le bastion de l'Etat islamique de Nangarhar, les autres zones touchées comprennent Ghazni dans le centre de l'Afghanistan, Hérat à l'ouest, Balkh au nord et Paktiya, Paktika et Khost au sud-est.

### Insurrection de l'État islamique
Le 6 septembre, Neda Mohammad, gouverneur taliban de la province de Nangarhar, jure de continuer à combattre les militants de l'ISK. La province de Nangarhar est un bastion de l'ISK et le gouverneur affirme que depuis la prise de Nangarhar, ses forces ont arrêté 70 à 80 militants présumés appartenant à l'ISK dans la province de Nangarhar.
Le 8 septembre, les talibans tuent Farooq Bengalzai, un chef de l'ISKP pour une province pakistanaise, à Nimroz, en Afghanistan.
Le 18 septembre, 7 personnes sont tuées lorsque 4 bombes posées par des membres présumés de l'ISKP ont explosé à Jalalabad visant des patrouilles talibanes.
Le 22 septembre, 2 combattants talibans et un civil ont été tués par des hommes armés de l'EIIL ayant attaqué un poste de contrôle dans le district de Ghawchak à Jalalabad, ont indiqué des sources de sécurité et des témoins.
Le 1er octobre, les forces talibanes attaquent une base de l'ISKP dans la ville de Charikar, au nord de Kaboul. Les talibans affirment avoir tué et arrêté un certain nombre de membres de l'ISKP.
Le 2 octobre, des militants présumés de l'ISKP abattent 2 combattants talibans et 2 civils à Jalalabad.
Le 3 octobre, une explosion à l'entrée de la mosquée Eidgah à Kaboul fait au moins 5 morts, où un service commémoratif a été organisé pour la mère du porte-parole taliban Zabihullah Mujahid,,. L'ISKP revendique ensuite la responsabilité de l'attaque, affirmant avoir tué des militants talibans. Le 4 octobre, les talibans affirment avoir « détruit une cellule de l'ISK » à Kaboul à la suite de l'attentat du 3 octobre. Selon Mujahid, une unité spéciale talibane a mené l'opération, la base a été détruite et tous les responsables tués.
Le 6 octobre, 7 personnes, dont au moins 1 combattant taliban, ont été tuées dans un attentat à la grenade contre une école religieuse à Khost. L'ISKP a revendiqué l'attaque,.
Le 7 octobre, les talibans annoncent avoir arrêté 4 membres de l'ISKP après un raid dans le district de Paghman, à l'ouest de Kaboul. Le même jour, l'Etat islamique revendique la capture et l'exécution d'un combattant taliban dans le district 2 de Jalalabad.
Le 8 octobre, un militant ouïghour de l'État islamique, du nom de Muhammad al-Uyghuri, tue entre 55 et 100 personnes et en blesse des dizaines d'autres après avoir lancé un attentat suicide contre une mosquée chiite à Kondoz,,,.
Le 9 octobre, le porte-parole des talibans, Suhail Shaheen, annonce qu'il n'y aura pas de coopération avec les États-Unis pour combattre l'ISKP, affirmant que les talibans sont « capables de traiter avec l'Etat islamique de manière indépendante ».
Le 10 octobre, l'ISKP revendique l'assassinat de 2 combattants talibans dans le district 7 de Jalalabad.
Le 14 octobre, une bombe tue un chef de la police taliban à Asadabad, capitale de la province de Kunar, en Afghanistan. Ils affirment également que 11 personnes ont été blessées, dont 4 soldats talibans.
Le 15 octobre, l'explosion d'une bombe se produit à Kandahar dans la mosquée chiite « Imam Bargah », tuant au moins 65 personnes et en blessant au moins 70 autres. L'Etat islamique revendique l'attaque,.
Le 20 octobre, les talibans annoncent avoir arrêté au moins 250 membres de l'ISKP entre la mi-septembre et la mi-octobre 2021.
Le 23 octobre, l'ISKP revendique avoir abattu 2 combattants talibans dans le district 1 de la ville de Jalalabad.
Le 24 octobre, un attentat à la bombe en Afghanistan fait au moins 2 morts parmi les civils samedi, dont 1 enfant et 4 blessés. L'engin placé sur la route dans l'est de l'Afghanistan visait un véhicule taliban. Le même jour, l'ISKP hisse un drapeau dans un village de la province d'Uruzgan et les militants distribuent des tracts dans les mosquées des villages voisins.
Le 25 octobre, 17 personnes sont tuées dans des affrontements entre des hommes armés et les forces talibanes à Hérat. Le même jour, le Tadjikistan et la Chine concluent un accord pour que la Chine finance la construction d'une nouvelle base militaire tadjike. Les forces chinoises pourront exploiter complètement une base militaire près de la frontière afghane.
Le 31 octobre, au moins une centaine de militants de l'EI se seraient rendus aux forces de sécurité talibanes dans la province de Nangarhar, dans le cadre d'une opération visant à réprimer la formation insurrectionnelle dans le pays.
Au mois d'octobre, un ancien officier de l'armée nationale afghane, récemment entré dans les rangs de l'ISKP, est tué lors d'affrontements avec des combattants talibans. L'ancien officier commandait le dépôt d'armes et de munitions de l'armée afghane à Gardêz avant la prise de contrôle des talibans.
Depuis la prise de contrôle des talibans, la violence dans la province de Nangahar s'intensifie avec des attaques quasi quotidiennes revendiquées par l'État islamique. Les talibans répondent en déployant 1 300 combattants supplémentaires dans la province au mois d'octobre dans le but d'augmenter le nombre d'opérations menées contre les combattants de l'ISKP dans la province. Les talibans mènent également des raids nocturnes contre des combattants présumés de l'ISKP dans la province et bon nombre des centaines de personnes arrêtées lors de ces raids ont soit disparu, soit été retrouvées mortes. La dure répression des talibans dans la province contre les combattants présumés de l'ISKP entraîne un certain nombre de violations des droits de l'homme par les combattants talibans, selon les habitants de Nangahar. L'État islamique a également utilisé la dure répression des talibans dans le cadre de sa propagande de recrutement appelant les habitants de Nangahar à se soulever et à résister aux talibans. Les habitants de Nangahar disent que les combattants talibans de la province ne connaissent pas la région et n'ont aucun moyen de vérifier les renseignements qu'ils reçoivent sur les cibles de l'État islamique. Ainsi, les combattants talibans ont commencé à tuer tous ceux soupçonnés de travailler pour l'État islamique, selon les habitants. The Washington Post rapporte que seuls quelques combattants talibans ont la formation ou l'expérience nécessaires pour mener des opérations de précision dans les zones urbaines. Les talibans étant plus habitués à la guérilla, ils sont donc continuellement en train de s'adapter pour maintenir la sécurité en temps de paix.
Début novembre, l'ISKP présent à Nangahar assassine à plusieurs reprises d'anciens républicains et des personnalités pro-talibans et attaque des patrouilles à une telle fréquence que le gouvernement taliban ordonne à ses combattants dans la province de ne plus quitter les localités de nuit.
Le 2 novembre, des assaillants kamikazes attaquent l'hôpital de Kaboul avec des armes à feu, tuant au moins 25 personnes et en blessant au moins 50 autres. Un haut commandant taliban, Maulvi Hamdullah Mokhlis (en), est tué dans l'attaque. Il était le chef du corps militaire de Kaboul et fut l'un des premiers commandants talibans « supérieurs » à entrer dans le palais présidentiel afghan abandonné le 15 août. Les talibans blâment l'ISKP pour l'attaque et affirment avoir tué au moins 4 militants lors d'une fusillade,. Le même jour, l'EIIL revendique la mort d'un juge taliban lors d'une attaque à l'arme à feu à PD-2, Jalalabad.
Le 7 novembre, au moins 3 membres des forces de sécurité taliban sont tués et 3 autres blessés dans une série d'attaques à Jalalabad. « Deux explosions ont touché les talibans, puis les militants de l'ISKP se sont livrés à une fusillade et ont finalement réussi à s'échapper ».
Le 10 novembre, un porte-parole de la Direction générale du renseignement, le nouveau nom de l'agence d'espionnage afghane sous le régime taliban, déclare aux journalistes à Kaboul l'arrestation de près de 600 membres de l'ISKP, dont des commandants « de haut rang ».
Le 13 novembre, au moins 3 personnes sont tuées, dont le journaliste afghan Hameed Saighani, après l'explosion d'un bus dans un quartier majoritairement chiite de la ville de Kaboul. L'ISKP a par la suite revendiqué l'attaque.
Le 14 novembre, des militants de l'ISKP ont abattu et tué un combattant taliban à Nangarhar.
Le 15 novembre, 4 membres de l'ISKP et 3 civils sont tués lors d'un raid taliban sur une cachette présumée de l'ISKP à Kandahar.
Le 18 novembre, une évaluation de l'ONU conclut que des membres de l'ISIS-KP sont désormais présents dans les 34 provinces afghanes.
Le 20 novembre, 3 combattants talibans sont tués après une attaque depuis des voitures dans la ville de Jalalabad.
Le 22 novembre, les États-Unis révèlent les noms des quatre principaux dirigeants de l'ISKP, dont un bailleur de fonds de l'organisation, déclarés comme des terroristes mondiaux spécialement désignés (SDGT). Le même jour, l'ISKP revendique la responsabilité d'avoir tiré et tué un combattant taliban et un ancien agent des services de renseignement afghans.
Le 25 novembre, 2 membres talibans sont abattus par des militants de l'ISKP dans la ville de Jalalabad.
Le 30 novembre, 3 militants de l'ISKP sont tués lors d'un raid taliban sur une maison de la ville de Jalalabad. Quatre combattants talibans sont blessés au cours de l'opération.
Le 4 décembre, l'ISKP publie une photo par télégramme montrant une explosion d'engin piégé ciblant un véhicule de patrouille taliban à Kaboul.
Le 5 décembre, l'ISKP revendique la mort de deux combattants talibans après avoir tiré sur leur voiture dans la ville de Jalalabad.
Le 6 décembre, l'ISKP revendique la responsabilité d'avoir abattu un combattant taliban à Taloqan. Il s'agit de la première revendication de responsabilité de l'ISKP dans la province de Takhar depuis la prise de pouvoir des talibans.
Le 9 décembre, lors d'un entretien, le porte-parole de l'émirat islamique d'Afghanistan, Zabiullah Mujahid, affirme que depuis la refondation de l'émirat islamique, 25 repaires de l'ISKP ont été détruits et que 670 combattants de l'ISKP ont été arrêtés. Selon lui, « Daech n'est plus une grande menace en Afghanistan. Il s'agissait d'un petit groupe qui a maintenant été démantelé à Kaboul et à Jalalabad ».
Le 14 décembre, Nada Al-Nashif, haut-commissaire adjointe des Nations unies aux droits de l'homme, annonce que les talibans sont responsables d'au moins 50 exécutions de membres présumés de l'ISKP, y compris des pendaisons et des décapitations. Le même rapport indique également que les talibans ont procédé à au moins 72 exécutions d'anciens agents de sécurité afghans.

#### 2022
Le 4 janvier, l'ISKP affirme avoir enlevé et exécuté un « espion » taliban dans la région de Mamandra à Nangarhar.
Le 16 janvier, l'ISKP diffuse des images d'un de ses membres en train d'abattre un combattant taliban à Hérat.
Le 23 janvier, l'ISKP revendique la mort d'un combattant taliban à Tâloqân.
Le 30 janvier, deux combattants talibans sont pris pour cible par des hommes armés de l'ISKP dans la région de Sarkani à Kunar, à la frontière afghano-pakistanaise. Un combattant taliban est tué et l'autre a été blessé.
Le 13 février, lors d'une interview télévisée avec Fareed Zakaria de CNN, le Premier ministre pakistanais Imran Khan exhorte le monde à travailler avec les talibans afin de résoudre la crise humanitaire régionale en cours qui résulte en partie du conflit.
Le 22 février 2022, des responsables pakistanais reconnaissent que le conflit en cours déstabilise l'Afghanistan et menace également la stabilité du Pakistan.
Le 4 mars 2022, un kamikaze de l'ISKP attaque une mosquée chiite dans la ville pakistanaise de Peshawar, tuant 63 fidèles.
Le 2 avril, l'ISKP affirme avoir bombardé un véhicule contenant des militants talibans avec un engin piégé dans le district 5 de Kaboul.
Le 11 avril 2022, l'État islamique se transforme et se développe au Pakistan et en Afghanistan selon un rapport de l'agence de presse AP. Une concentration concertée sur la « guerre des médias sociaux » est essentielle pour avancer sur le champ de bataille idéologique, mais aussi pour contrer l'attraction des influenceurs « enchanteurs » des médias sociaux, déclare Isis Khorasan dans un nouveau numéro du magazine anglophone du groupe. Dans leur magazine Voice of Khurasan, Isis Khorasan critique la gestion et la pensée des talibans.
Le 19 avril 2022, au moins 6 personnes sont tuées et 17 blessées dans des attentats à la bombe contre deux écoles à Kaboul. Les étudiants ayant fréquenté ces centres sont issus de la minorité chiite hazara, c'est-à-dire la population vivant dans le quartier Dashte Barchi à l'ouest de la capitale afghane. Le porte-parole taliban du ministère de l'Intérieur avertit que le nombre de morts pourrait augmenter. Plusieurs blessés sont dans un état grave. Personne n'a immédiatement revendiqué la responsabilité des attentats mais les autorités soupçonnent la filiale afghane de l'État islamique comme coupable des événements.
La filiale afghane du groupe extrémiste État islamique revendique une série d'attaques contre la minorité chiite du pays au cours de la semaine du 18 au 24 avril 2022. L'attentat à la bombe contre une mosquée et une école religieuse dans le nord de l'Afghanistan, à partir du 22 avril, cause la mort de 33 personnes, dont des étudiants. À ces attaques s'ajoutent celles s'étant sont produites dans deux centres éducatifs du quartier de la minorité chiite hazara de Dashte Barchi, dans l'ouest de Kaboul, faisant au moins six morts et 25 blessés, selon les données officielles. Plusieurs petites explosions ont eu lieu ces derniers jours dans différentes parties de l'Afghanistan, y compris une nouvelle détonation dans un quartier de Kaboul qui n'a initialement fait aucune victime. L'explosion d'une mine en bordure de route est recensé dans la province orientale de Nangarhar, qui a fait au moins quatre morts et un blessé parmi les membres des forces de sécurité talibanes. Dans la ville de Kunduz, une détonation contre un véhicule a fait quatre morts et 18 blessés, dont des enfants. Les talibans annoncent l'arrestation d'un ancien dirigeant de l'ISK dans la région nord de Balkh, dont la capitale est Mazar-e-Sharif.
Le vendredi 29 avril 2022, dernier jour du mois sacré du Ramadan, un nouvel attentat a lieu contre une mosquée soufie en Afghanistan dans le cadre de la vague de violence qui déferle sur le pays. L'explosion se produit dans l'ouest de la capitale, Kaboul, pendant les prières et tue 50 personnes,. Le même jour, deux pylônes à haute tension dans la province de Parwan sont bombardés dans la nuit du vendredi 29 avril 2022, coupant l'électricité à las capitale et aux provinces voisines. Des millions de personnes dans 11 provinces d'Afghanistan subissent des coupures de courant le samedi 30 avril 2022 après l'explosion de deux pylônes électriques à l'ouest de la capitale Kaboul.
Le 25 mai, au moins 9 personnes sont tuées dans un triple attentat visant des mini-bus dans la ville de Mazar-i-Sharif. L'ISKP a par la suite revendiqué la responsabilité.
Le 18 juin, deux personnes sont tuées et sept autres blessées après une attaque armé contre un temple sikh à Kaboul. L'ISKP revendique la responsabilité, affirmant que l'attaque est une vengeance pour « des insultes faites par des membres du parti Bharatiya Janata au pouvoir en Inde à propos du prophète Mahomet ». Sept hommes armés de l'ISKP sont tués dans un échange de tirs avec les forces talibanes après l'attaque.
Le 3 août, deux policiers talibans et trois hommes armés de l'État islamique sont tués lors d'une fusillade dans un repaire à Kaboul. Quatre autres officiers sont blessés.
Le 5 août, 8 personnes sont tuées et 18 autres blessées après l'explosion d'une bombe lors d'un rassemblement chiite à Kaboul. L'ISKP a par la suite revendiqué l'attaque.
Le 11 août, un haut dignitaire religieux taliban, le cheikh Rahimullah Haqqani, est tué dans un attentat-suicide dans un séminaire islamique à Kaboul. L'ISKP a par la suite revendiqué l'attaque.
Le 17 août, une mosquée de Kaboul est attaquée pendant les prières du soir. Une énorme explosion provoque la mort de 21 personnes, dont l'imam de la mosquée Amir Muhammad Kabuli. 33 autres personnes sont blessées.
Le 2 septembre, un attentat à la bombe dans une mosquée d'Hérat tue au moins 18 personnes et en blesse 23 autres. Un haut responsable religieux taliban, Mujib Rahman Ansari, est tué dans l'explosion,.
Le 5 septembre, au moins huit morts dans un attentat revendiqué par l'État islamique en Afghanistan. Dans l'explosion, près de l'ambassade de Russie, un agent de sécurité et le deuxième secrétaire de la délégation sont morts. En outre, quatre policiers talibans afghans ont également été tués,. RIA Novosti fait état de 15 à 20 blessés,.
Le 23 septembre 2022, une voiture piégée explose devant une mosquée dans le quartier de Wazir Akbar Khan à Kaboul, en Afghanistan. L'explosion se produit au moment où les fidèles quittent le bâtiment après avoir terminé la prière du vendredi. La police déclare sept personnes tuées et 41 blessées,.
Le 30 septembre 2022, un kamikaze s'est fait exploser au centre d'éducation Kaaj à Dashte Barchi, un quartier hazaras de Kaboul, tuant au moins 52 personnes et en blessant 110 autres.
Le 5 octobre 2022, 4 personnes sont tuées et 25 autres blessées par une explosion dans une mosquée du ministère de l'Intérieur à Kaboul.
Le 22 octobre 2022, les talibans tuent six membres de l'ISKP lors d'un raid à Kaboul. Un porte-parole des talibans les déclarent responsables de l'attentat à la bombe de la mosquée de Kaboul en septembre 2022 et de l'attentat à la bombe contre l'école de Kaboul en septembre 2022.
Le 30 novembre 2022, au moins 15 personnes sont tuées dans un attentat à la bombe dans une madrasa à Aybak.
Le 2 décembre 2022, 2 hommes habillés avec des burqas attaquent une mosquée alors que l'ancien chef moudjahidine et Premier ministre afghan, Gulbuddin Hekmatyar, se trouve à l'intérieur. Les assaillants tuent un civil et en blessent deux autres avant d'être abattus par des agents de sécurité. Hekmatyar en sort indemne.
Le 12 décembre 2022, des insurgés attaquent un hôtel populaire auprès de ressortissants chinois à Kaboul, en Afghanistan,. Au moins trois civils sont tués. Dix-huit autres personnes, dont des étrangers, compte parmi les blessés,. L'État islamique au Khorassan revendique la responsabilité de l'attaque. L'hôpital d'urgence de Kaboul, géré par une organisation italienne à but non lucratif près de l'hôtel attaqué dans la région de Shahr-e-Naw, a signale 21 victimes — 18 blessés et trois morts.
Le 27 décembre 2022, l'Etat islamique revendique l'attentat à la voiture piégée qui a tué Abdulhaq Abu Omar, le chef de la police taliban de la province du Badakhshan, dans le nord-est du pays. Omar serait le plus haut responsable de la sécurité taliban tué depuis la prise de contrôle de l'Afghanistan par les talibans en août 2021.

#### 2023
Le 1er janvier, au moins 10 personnes sont tuées et 8 autres blessées par une explosion à l'entrée de l'aéroport militaire de Kaboul, la capitale afghane, le matin du Nouvel An. Le groupe djihadiste État islamique (EI) revendique l'attentat contre un poste de surveillance dans la zone militaire de l'aéroport de Kaboul et identifie le kamikaze, le même ayant attaqué il y a trois semaines un hôtel fréquenté par des citoyens chinois dans la capitale afghane.
Le 5 janvier, un porte-parole des talibans déclare que ses forces ont tué huit insurgés de l'État islamique, dont des ressortissants étrangers, les accusant d'avoir un « rôle principal dans l'attaque de l'hôtel Longan ». Ces meurtres, ainsi que sept arrestations, ont lieu lors d'une série de raids à Kaboul et dans la province occidentale de Nimroz.
Le 11 janvier, au moins 20 personnes sont tuées dans un attentat-suicide devant le ministère des Affaires étrangères à Kaboul, selon Ustad Fareedun, responsable du ministère de l'Information. L'attentat est revendiqué par l'État islamique.
Le 27 février, les forces talibanes tue deux militants de l'État islamique, qualifiés de « commandants clés ».
Le 9 mars, trois personnes, dont Mohammad Dawood Muzammil, gouverneur nommé par les talibans de la province de Balkh, sont tuées par une explosion dans son bureau. Mohammad Dawood Muzammil avait dirigé la lutte contre l'EI-K dans la province de Nangarhar, ce que l'agence Amaq, affiliée à l'État islamique, ne manque pas de faire remarquer dans son communiqué de revendication,,,.
Le 17 mars, les talibans tuent plusieurs insurgés de l'État islamique de la province du Khorasan et s'emparent d'armes et de munitions lors de raids dans des cachettes à Mazar-i-Sharif, dans la province de Balkh.
Le 4 avril, six membres de l'État islamique sont tués lors d'un raid des talibans dans la province de Balkh. En avril, les forces de sécurité talibanes ont éliminé le chef de la cellule de l'EI responsable de l'attentat de l'aéroport de Kaboul en 2021.
Le 6 juin, l'EI-K revendique l'attentat à la voiture piégée ayant « tué le vice-gouverneur du Badakhstan » nommé par les talibans. Celui-ci était en fait le gouverneur par intérim de la province afghane.
Le 8 juin 2023, un attentat à la bombe a lieu pendant une cérémonie d'enterrement du vice-gouverneur de la province, Nisar Ahmad Ahmadi (en), dans une mosquée de Fayzabad (capitale de la province du Badakhshan), dans le nord de l'Afghanistan. Au moins 13 personnes sont tuées dans l'explosion, 30 autres sont blessées,,. L'EI revendique la responsabilité de l'attaque, qui visait des responsables talibans assistant à la cérémonie. L'organisation revendique au moins 20 hauts responsables talibans tués et 50 autres blessés, un chiffre plus élevé rapporté par les talibans,.
Le 22 juin 2023, le magazine de l'EI Khurasan Ghag publie un numéro intitulé « Évaluation de la charia des paroles trompeuses du mollah Hibbatullah », accusant les talibans d'être en réalité des « combattants par procuration » d'« agences de renseignement incroyantes » et accuse également le gouvernement du « système islamique » de ne pas se conformer à la charia. Le magazine accuse également les puissances occidentales de les avoir aidées à reprendre le pouvoir car celles-ci auraient prédit une chute imminente du gouvernement d'Ashraf Ghani. Ces puissances chercheraient à maintenir leur influence grâce à un changement de régime, soulignant les efforts des talibans pour établir des relations avec les États-Unis ; le changement de gouvernement n'a également pas mis fin à la dépendance du pays aux dollars américains.
Le 13 octobre 2023, un kamikaze de l'État islamique attaque une mosquée chiite à Pol-e Khomri, tuant sept personnes et en blessant quinze.

#### 2024
Le 21 mars 2024, un kamikaze attaque une banque privée à Kandahar, tuant au moins trois personnes et en blessant 12 autres. Inamullah Samangani, chef du département de l’information et de la culture de la ville, indique que les victimes sont des civils s'étant rassemblées dans la succursale de la New Kabul Bank pour percevoir leur salaire mensuel. Selon le personnel médical de l’hôpital régional Mirwais de Kandahar, une cinquantaine d’autres personnes ont été blessées, nombre contesté par les talibans qui insiste sur le fait d'une situation « sous contrôle ». Samangani tente de minimiser la gravité de l’incident aux journalistes. Les premières enquêtes menées par des responsables talibans au ministère de l’Intérieur désignent l’EI-K comme étant le responsable, une affirmation réitérée plus tard par l’EI sur sa chaîne Telegram,,.
Le 8 mai, un attentat à la bombe perpétré à moto tue trois membres des forces de sécurité talibanes dans la province du Badakhshan, en Afghanistan. L'État islamique au Khorassan revendique la responsabilité de l'attaque. Le 17 mai, un groupe de touristes étrangers est attaqué par des hommes armés sur un marché de la province de Bamiyan. Trois Espagnols et trois Afghans sont tués, dont un membre taliban, et 8 autres blessés. L'État islamique au Khorassan revendique une nouvelle fois la responsabilité de l'attaque.
Le 11 août, une personne est morte et au moins onze autres ont été blessées dans l'est de Kaboul après l'explosion d'une bombe dans un bus, selon des sources officielles.